# Volga
 Denne artikel omhandler en flod. Opslagsordet har også en anden betydning, se Volga (bilmærke).
Volga (russisk: Волга, tr. Volga) er med længden 3530 km Europas længste flod, der munder ud i det Kaspiske Hav. Vandføringen er 8.060 m³/s.
Volga udspringer nordvest for Moskva i Valdajhøjderne 228 moh. Undervejs løber den gennem Jaroslavl, Nizjnij Novgorod og Kazan. Efter Kazan drejer den mod syd forbi Samara, Volgograd og Astrakhan, hvor floden løber ud i et stort delta, der er ramsarområde for flora og fauna.
Næsten halvdelen af al flodtransport i hele verden foregår på Volga.
Volga er en af de mange floder i Europa, der er forurenet.